# Scarborough (Ontario)

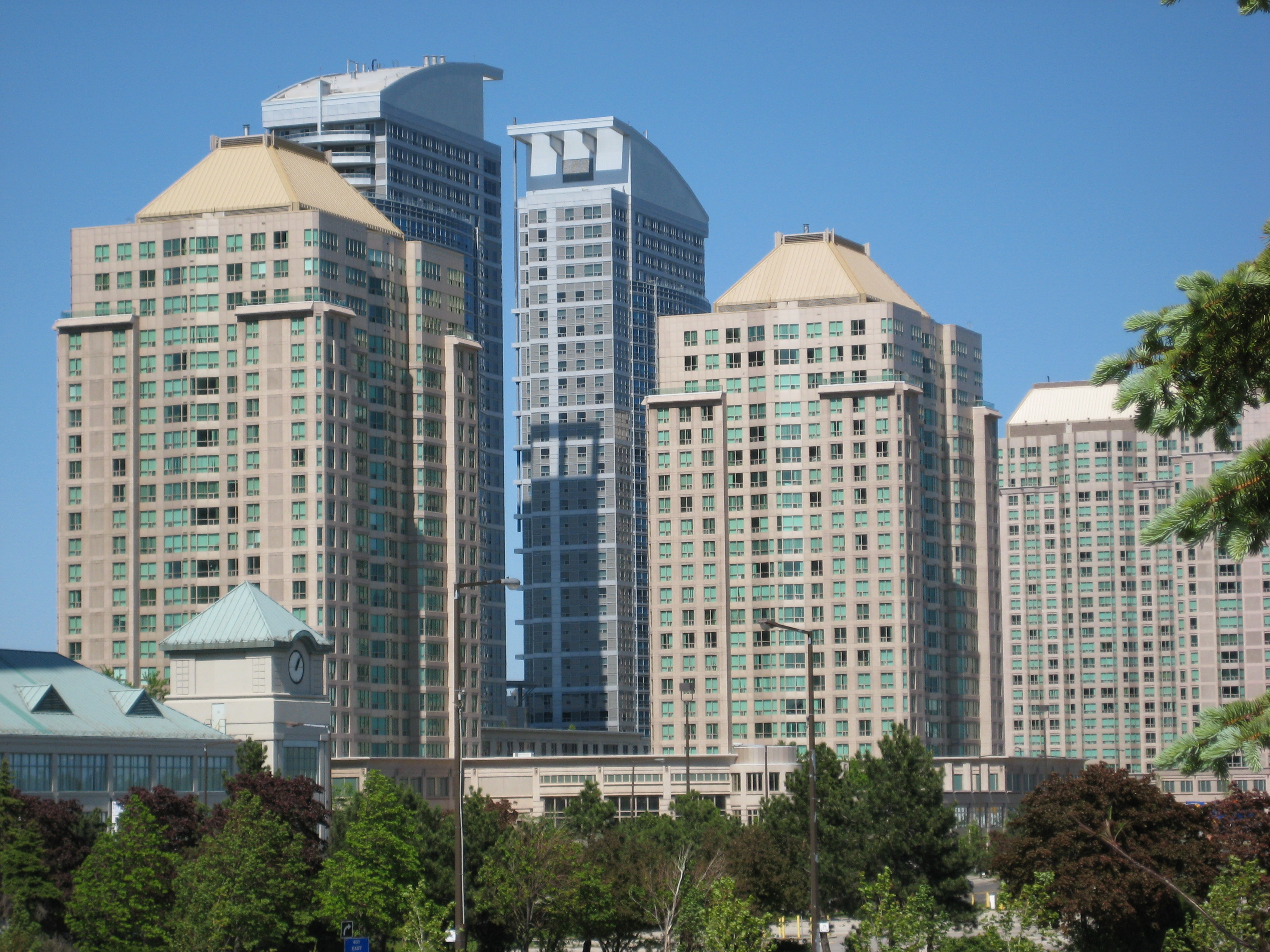
Centrum Scarborough

Scarborough – najbardziej wysunięta na wschód dzielnica kanadyjskiego miasta Toronto, w prowincji Ontario, w Krainie Wielkich Jezior. Populacja 602 575 (2006).
W 1983 Scarborough uzyskało prawa miejskie. Od 1998 wraz z innymi 5 miastami: Old Toronto, York, East York, North York i Etobicoke  tworzy tak zwane Megacity (City of Toronto).
Liczne zakłady przemysłowe. W Scarborough znajduje się przeniesiony w 1974 z doliny Rouge River ogród zoologiczny Toronto Zoo. Liczne szkoły w tym jedna z części Uniwersytetu w Toronto.